# Întâlnire cosmică
Întâlnire cosmică este un roman science-fiction, scris în 1980 de A.E. van Vogt (Canada).
Romanul este precedat de o scurtă prefață a autorului.
În limba română a apărut în 1999 la Editura Vremea, colecția Super Fiction, în traducerea lui Ion Aramă.

## Rezumat
În urma unei tulburări în timp, călătorii din viitorul îndepărtat se găsesc pe Pământ în perioada în care Marina Regală Britanică domină oceanele. Cu ajutorul unui pirat, vor încerca să repornească ceasul universului, dar prezența roboților agresivi din altă epocă le va îngreuna sarcina.